# 스트링 (영화)
스트링(Strings)은 영국에서 제작된 안데르스 로노 클라룬드 감독의 2004년 드라마, 판타지, 애니메이션 영화이다. 제임스 맥어보이 등이 주연으로 출연하였다. 스트링 ~사랑과 유대의 여로~라는 제목으로도 알려져 있다.

## 스트링 (영화)의 세계
캐릭터가 마리오네트에 의해 연기된다는 사실은 영화의 가상 세계에 통합됩니다. 즉, 캐릭터는 말 그대로 마리오네트이다. 시골 풍경을 와이드 샷으로 보면 끝없이 하늘을 향해 뻗어 있는 수백만 개의 줄이 드러납니다. 각 줄은 지구상의 개인을 나타냅니다. 현이 얼마나 멀리 도달하는지, 누가 조종하는지 아무도 모릅니다. 캐릭터가 아는 한 현은 더 높은 힘에 의해 제어됩니다.
움직일 수 있는 팔다리에 연결된 끈이 절단되면 이는 절단과 유사합니다. 개인은 해당 신체 부위를 사용할 수 있는 능력을 상실합니다. 일단 끈이 끊어지면 그 무엇도 그것을 고칠 수 없고, 끈에 붙어 있던 모든 것을 다시 살릴 수 없습니다. "머리끈"이 절단되면 영구적인 사망에 이르게 됩니다.
끈이 끊어진 신체 부위는 그 무엇으로도 되살릴 수 없으므로, 부상당한 개인에 대한 수리는 절단되지 않은 건강한 부위를 사용하여 이루어져야 합니다. 가난한 사람들과 수감자들의 불행한 집단이 기증자 계급으로 유지됩니다. 왕족이나 기타 사회적 중요성을 지닌 사람이 신체 일부를 잃으면, 무의식적으로 다른 사람을 죄수에게서 빼앗아 그 끈을 온전하게 대체합니다.
감옥은 줄이 하늘로 끝없이 뻗어 있다는 사실을 중심으로 설계되었습니다. 감방이 아닌 수감자들은 거대한 수평 격자 아래에 갇혀 있으며, 끈으로 허용되는 이동 범위는 끈이 삽입되고 잠기는 격자의 작은 사각형 구멍에 의해 제한됩니다.
부부는 출산 대신 나무로 새 아이를 만듭니다. 불특정 시간이 지나면 빛나는 새 줄 세트가 하늘에서 부드럽게 내려와 부모에 의해 무생물인 아기에게 빠르게 부착됩니다. 이 행위는 즉각적이고 기적적으로 비활성 나무 형상에 생명을 부여합니다.
나중에 일부 사람들은 엄청난 거리를 "도약"하고 짧은 시간 동안 효과적으로 비행하는 능력을 발견했다는 사실도 밝혀졌습니다. 본질적으로 이것은 꼭두각시 인형의 끈을 잡아당겨 하늘로 날아오르게 만드는 인형극과 유사합니다. 주인공은 모든 생명체의 통일성과 사랑의 힘을 이해해야만 스킬을 습득할 수 있다.

## 구성
헤발론 왕국에서 죄를 지은 왕이 스스로 목숨을 끊기로 결심합니다. 그들과 Zeriths 사이에는 오랜 전쟁이 있었고 그는 그 전쟁에서 큰 역할을 했습니다. 이 때문에 그는 죽고 싶어하고 죄책감에서 벗어나고 싶어합니다. 계속하기 전에 그는 아들 Hal Tara에게 자신이 다음 왕이 될 것이며, 그들의 세계에서는 자신이 다음 Kharo가 될 것이라는 메모를 씁니다. 그런 다음 그는 Hal에게 Zeriths와 화해하라고 말하지만 Kharo의 사악한 형제인 Nezo와 그의 부하인 Ghrak 주변을 경계해야 합니다. 그는 또한 Hal에게 그녀의 여동생 Kharia Jhinna를 보호하라고 말하고 목숨을 걸고 그녀를 보호하고 결코 그녀를 떠나지 않아야 한다고 말합니다. 그 후 카로는 머리 끈을 자르고 자살합니다. 그러나 Nezo가 먼저 메모를 찾았기 때문에 메모는 Hal에게 전달되지 않습니다. 갑자기 그락이 천장에서 기어나와 네조에게 시간이 왔다고 말합니다. 이를 통해 네조는 형의 줄을 모두 끊어 마치 제리스가 그를 암살한 것처럼 보이게 만듭니다. 그는 또한 Zeriths의 지도자인 Sahro가 Kharo의 죽음에 대한 책임을 지도록 보장합니다. Nezo는 Hebalon을 통치하기를 갈망하며 Hal로부터 왕좌를 지키기 위해 무엇이든 할 것입니다. 얼마 지나지 않아 Ghrak은 아들에게 보낸 Kharo의 메모를 파괴합니다. 다른 곳에서는 Hal이 자신의 방에서 잠을 자고 Ghrak은 벽을 기어 다니며 어린 왕자에 대한 악의를 표현합니다. 갑자기 Hal이 깨어나고 Ghrak이 사라집니다. 놀랍게도 그는 장군 에리토를 만나고 아버지의 죽음을 알게 된다. 나중에 그는 카로의 시신을 발견하고 진나는 그 앞에서 눈물을 흘린다. 그녀는 Hal에게 Zeriths가 그를 죽였다고 말하고 적이 표시를 놓은 벽을 가리키며 말합니다. 그런 다음 Jhinna는 Hal에게 Kharo의 줄을 모두 잘라냈고 그 중 아무것도 남지 않았다고 말합니다. 이를 본 네조는 우려를 표시하며 경비병들에게 모든 문과 출구를 봉쇄하라고 말한다. 이로써 전쟁이 벌어졌다. 그러므로 백성은 집 안에 머물러야 하며, 누구도 헤발론을 떠나거나 들어갈 수 없습니다. 다음날 Hal은 Erito에게 Zerith 가면을 쓰고 Sahro인 척하라고 명령합니다. 그는 결투에서 그를 이기고 싶지만 Erito는 그것이 말도 안된다고 생각합니다. 할이 계속 공격을 가하자 에리토는 그만하라고 말하지만 그는 듣지 않는다. 그런 다음 Erito는 실수로 Hal의 손 끈을 자르고 그를 절단했습니다. 마침내 Hal은 멈추고 Erito는 자신이 다음 Kharo이며 Zeriths와의 전쟁은 장군의 임무가 아니라 장군의 임무임을 상기시킵니다. Nezo는 그들의 대화를 들으면서 Hal이 다음 Kharo가 될 것이라는 생각을 모욕하지 않을 수 없습니다. 나중에 할은 아버지의 시신 때문에 애도하는 여동생을 만난다. 진나는 그에게 그의 손에 무슨 일이 일어났는지 묻지만, 왕자는 자신의 일에는 신경쓰라며 오만하게 대답한다. 갑자기 네조가 나타나 형의 죽음에 대한 슬픔을 표현합니다. 한편 Erito는 Hal에게 새로운 손을 선택합니다. 기증자로 보관되는 노예들이 모여 있는데, 왕족이나 귀족이 신체 일부를 잃으면 강제로 노예들에게서 빼앗는다. 그날 에리토는 참나무 손을 가진 노예를 선택하고, 손이 빠지자 괴로워하며 비명을 지른다. 그 후 Hal에게 손이 도착하고 의사가 그것을 그의 몸에 붙이자 Nezo는 그의 형제의 복수를 위해 Sahro를 찾겠다고 제안합니다. 그러나 그는 범인을 내버려두면 다른 사람들이 그를 덜 남자로 생각할 수 있다고 말하면서 Hal의 자존심을 조작하고 촉발하기 위해 이것을 수행합니다. 사실, Hal은 미끼를 잡고 Erito에게 Sahro를 찾는 여행에 필요한 물건을 챙기라고 명령합니다. 할은 변장을 하고 여행을 계획하고, 평민처럼 보이도록 자신을 칠할 예정이다. 그날 밤 그는 카로의 왕위에 오르겠지만 여행은 기다릴 수 없다고 믿습니다. 왕자가 떠나자 그락은 네조에게 에리토를 자기 편으로 데려갈 것이라고 안심시킵니다. 뿐만 아니라 그들은 그에게 더러운 일을 하게 만들 것입니다. Hal의 준비를 위해 그는 Erito의 집에서 그림을 그립니다. 그곳에서 Erito의 자녀인 Xath와 Daya는 그가 Zeriths가 무서워서 스스로 그림을 그리는 것이라고 말하면서 그를 짜증나게 합니다. 동시에 에리토는 새로 조각된 아기를 바라보며 아내 아이케에게 자신과 아이들을 잘 돌보라고 상기시킵니다. 그들에게 알려지지 않은 Ghrak은 벽에 숨어 있으며 Xath의 잠자는 새를 몰래 데려갑니다. 그날 밤, 진나와 할은 아버지의 장례식을 치렀습니다. 그의 몸이 이전 Kharos 사이에 배치됨에 따라 Hal은 Zeriths의 마지막 끈을 끊을 때까지 Hebalon이 결코 평화로울 수 없을 것이라고 약속합니다. 그 후 Hal은 Sahro를 찾을 때까지 누구도 Hebalon에 들어가거나 떠나는 것을 결코 허용하지 않을 것이라고 선언합니다. 그가 떠나는 동안 네조(Nezo)가 그의 자리를 대신할 것입니다. 다음날 Hal과 Erito는 Hebalon을 떠나기 시작했습니다. 어린 왕자가 여동생에게 작별 인사를 하는 동안, 그녀는 가지 말라고 간청하지 않을 수 없습니다. 그녀는 Hal의 끈을 붙잡고 그의 출발이 그녀의 죽음이 될 것이라고 말했습니다. 그러나 할은 결심하고 그녀의 간청에도 불구하고 떠난다. 나중에 Hal과 Erito는 절단된 노예들로 가득 찬 습지대에 도착합니다. 군대는 그들의 끈과 일부 기능적 신체 부위를 압수했습니다. 그들 중에는 아이들도 있고, 노예가 되기 위해 사육되기도 합니다. 그런 다음 Erito는 밤에 캠프를 만들어야 한다고 제안합니다. 갑자기 할은 방황하고, 그락은 에리토 앞에 나타나 네조의 말로 그를 위협한다. 그는 할이 살아 있는 채로 헤발론으로 돌아가서는 안 된다. 그가 저항하면 다시는 가족을 볼 수 없을 것입니다. Erito는 Ghrak에 반대하고 공격을 시도하지만 나무 위로 뛰어 들어 Xath의 잠자는 새를 던져 그를 더욱 위협합니다. 그날 밤, 에리토는 자고 있는 할을 죽이려고 합니다. 그러나 그는 그것을 받아들이지 않습니다. 헤발론으로 돌아온 Xath와 Daya는 궁전의 본당에서 잠자는 새를 찾고 있습니다. 그러다 에이케가 도착하고, 아이들은 의도적으로 기분 전환을 위해 서로를 얽어매게 된다. Eike가 그들을 풀자 Xath는 Kharo가 죽기 전에 썼던 테이블을 우연히 발로 찼습니다. 갑자기 잉크병이 넘어져 종이에 스며듭니다. 이것은 Kharo가 Hal을 위해 쓴 각인된 메모를 보여줍니다. 이를 본 에이케는 즉시 충격을 받는다. 다른 곳에서는 진나가 애완새 올라와 함께 목욕을 하고 있다. 그녀가 모르는 사이에 그락은 어두운 구석에서 그녀를 관찰하고 있습니다. 바로 그때 Eike가 도착하고 그녀는 즉시 Kharo의 죽음에 대한 진실을보고합니다. Eike는 Hal과 Erito가 편지를 봐야 한다고 제안하고 Jhinna에게 자정 전에 성문에서 만나자고 말합니다. 큰 시장에서 지타라는 여자는 할이 에리토와 함께 도착하는 것을 지켜본다. Erito는 Hal에게 상담을 요청하기 위해 The One Stringed에 가는 동안 가만히 있으라고 말합니다. 바로 그때 Zita는 Hal이 Zeriths를 찾고 있다는 것을 우연히 듣습니다. 한편 에리토는 미래를 볼 수 있는 늙은 현자들 그룹인 One Stringed와 이야기를 나눈다. 그들은 할이 그의 아버지처럼 여러 세대에 걸쳐 악을 이어갈 것이기 때문에 그를 죽이라고 말합니다. 이를 통해 그는 할을 수천 명의 죽은 전사가 있는 호수로 데려가야 하며, 그곳에서 평화의 제물이 되어야 합니다. 밖에서 할은 사람들이 아버지의 동상을 즐겁게 철거하는 모습을 충격에 빠진 채 지켜봅니다. 그런 다음 Zita가 그에게 다가가 Zeriths를 찾고 있는지 확인합니다. 갑자기 에리토가 도착하여 할에게 수천 명의 죽은 전사가 있는 호수로 향해야 한다고 말합니다. 어린 왕자는 에리토에게 지타에 대해 말하려 하지만 지타는 갑자기 사라진다. 헤발론으로 돌아온 진나는 비밀리에 성문으로 향합니다. 그녀는 경비병들의 주의를 분산시킨 후 즉시 에이케를 포옹하지만, 그것이 실제로 네조라는 것을 알고 겁에 질린다. 올라는 그녀를 방어하려 하지만 네조는 쉽게 그녀를 벽으로 걷어차버립니다. 그런 다음 Nezo가 Jhinna의 끈을 끊으려고 할 때 Ghrak이 나타나 Nezo에게 그들의 동의에 대해 경고합니다. 이것으로 Jhinna는 구원을 받았지만 Eike와 그녀의 아이들과 함께 감옥에 갇혔습니다. 그곳에서 아이케의 아기에게 생명이 찾아오지만 아이케는 너무 약해서 스스로 끈을 묶을 수 없습니다. 이 때문에 Jhinna는 자원하여 도움을 제공합니다. 그녀는 축복의 말씀을 낭송하고 아이가 살아날 때까지 조심스럽게 끈을 묶어 줍니다. 그 후 Eike와 아기는 Jhinna와 헤어집니다. 한편 에리토와 할은 수천 명의 죽은 전사들이 있는 호수에 도달하기 위해 고군분투합니다. 위험한 여행 끝에 그들은 마침내 수많은 시체가 있는 얼어붙은 호수를 보게 됩니다. Hebalon으로 돌아온 Jhinna는 사슬에 묶여 있고 Ghrak은 그의 불구가 된 외모에 대한 진실을 밝히는 것처럼 보입니다. 그는 카로의 총사령관이었고 진나는 그에게 약속되었습니다. 그러나 노르데사 숲 북쪽에서 제리스와의 전투에서 패배하자 카로는 격노했다. 수천 명의 죽은 전사들이 있는 호수로 후퇴하던 중, 그들은 제리스 여자들과 아이들이 타고 있는 대상과 마주쳤습니다. 그의 패배에 화가 난 카로는 그락에게 여자와 아이들을 죽이라고 명령했습니다. 그가 거절하자 카로는 그를 공격했습니다. 그는 머리 끈과 한쪽 팔을 제외하고 그락의 모든 끈을 잘라냈습니다. 그리고 그를 호수에 버려두고 헤발론으로 돌아가면 살려준다. 그 후 카로는 무력한 여성과 어린이를 모두 죽였습니다. 나중에 그락은 살아서 헤발론으로 돌아오지만 절단된 팔다리를 교체할 수 있는 유일한 부품을 가져와야 합니다. 이제 권력을 되찾은 그는 비뚤어진 외모를 대체할 괜찮은 부품이라면 무엇이든 선택할 수 있고, 심지어 진나에게 사용 가능한 노예 중에서 부품을 고르게 하기도 합니다. 수천 명의 죽은 전사들이 있는 호수에서 에리토는 할에게 아버지의 살해에 대한 진실을 이야기합니다. Hal이 시체에 대한 동정심을 표현하자 Erito는 그를 공격하지만 그는 그것을 피합니다. 그러다가 그들은 격렬한 싸움을 벌이고, 에리토는 죄책감에 사로잡혀 친구를 공격한다. 갑자기 할의 무기가 에리토의 머리 끈 앞에서 멈추고, 그는 자신의 배신에 대한 진실을 밝히도록 강요한다. 하지만 에리토는 대답하지 않는다. 대신 그는 할에게 가족을 위해 목숨을 살려달라고 부탁합니다. 이에 할은 에리토의 배신에 분노를 표출하며 천천히 물러난다. 할은 눈보라 속으로 걸어가다가 호수에 빠진 소년을 발견합니다. 그는 즉시 구조하러 뛰어들었지만 소년과 함께 물에서 나왔을 때 그는 Zeriths가 그를 포위했다는 것을 발견했습니다. Zeriths는 즉시 Hal을 포로로 잡았고 Erito는 멀리서 이것을 관찰합니다. 나중에 Zeriths는 그에게 자신의 정체성에 대한 진실을 밝히도록 강요합니다. 그가 들고 있는 검 때문에 헤발로니아의 스파이라고 생각합니다. 그러나 할은 모든 것을 부인하며 자신은 헤발론이 벌이는 전쟁을 피해 서부를 여행하는 유목민이라고 말한다. 이로써 그는 풀려나고, 지타는 갑자기 나타나 오빠의 생명을 구해준 그에게 감사를 표합니다. 그러다가 드디어 자신을 소개합니다. 다른 곳에서는 Erito가 Hebalon에 더 가까워졌습니다. 한편, 그락은 마침내 꿈의 몸을 갖게 되었고, 네조는 자랑스럽게 그를 진나에게 소개합니다. 한편 Hal과 Zita는 Abagos의 Siads를 묘사하는 도약하는 댄서 그룹을 지켜봅니다. 아바고스는 헤발로니아인들이 제리스의 조상들로부터 빼앗은 잃어버린 도시입니다. Hal은 이 사실을 알고 충격을 받았지만 Zeriths가 어떻게 도약할 수 있는지 묻습니다. 그런 다음 Zita는 모든 사람의 끈이 연결되어 있음을 보여줍니다. 한 사람이 올라가면 다른 사람은 내려오고, 그 반대도 마찬가지입니다. Zita는 사랑과 화합으로 인도한다면 Zeriths처럼 할 수 있다고 덧붙입니다. 그날 밤, 두 사람은 친밀해지며 달빛 아래서 사랑을 나눕니다. 그 후 Zita는 Agra라는 장로를 방문합니다. Agra는 창작자 Sideon이 꿈에서 그에게 보여준 비전에 대해 이야기합니다. 줄이 땅에 떨어지고 하늘이 불타리라. 그는 또한 이 시대에 자신의 백성을 인도할 황금의 사람에 대해서도 이야기합니다. 얼마 지나지 않아 아그라스는 늙어 죽습니다. 다음날 Zeriths는 Agra를위한 의식을 열고 Hal은 Sahro를 죽이려는 그의 초기 계획을 기억합니다. 나무 속에 숨어 공격할 준비를 하고 있는 Sahro는 마스크를 벗고 자신이 Zita임을 드러냅니다. 그런 다음 그는 도망치려하지만 Zeriths는 그가 실제로 스파이라고 생각하여 그를 붙잡습니다. 분노로 가득 찬 그는 자신이 할 타라임을 밝히고 카로의 죽음에 대한 복수를 위해 그곳에 있습니다. 그러자 지타는 칼로 할의 얼굴을 긁어 그의 황금색을 드러낸다. 그 비전을 기억하면서 그녀는 Hal에게 사랑에 얽매이지 않으면 증오에 얽매이게 된다는 점을 상기시킵니다. 이로써 Zeriths는 Hal을 풀어주지만 Hal은 사막에 버려져 썩게 됩니다. 한편 Erito는 Hebalon으로 돌아 왔지만 Ghrak이 총사령관 자리를 차지했다는 사실을 알게되었습니다. Erito는 이미 Zeriths의 위치를 공개했으며 Nezo는 Ghrak에게 Zeriths를 모두 제거하라고 명령합니다. 이로 인해 에리토는 가족과 함께 감옥에 갇히게 됩니다. 그곳에서 그는 가족과 아기를 봅니다. Eike는 Hal이 그들을 구할 것인지 묻지만 Erito는 Hebalon이 폐쇄된 도시이며 노예 운전사만이 안으로 들어갈 수 있다고만 말합니다. 사실, 노예 운전사 그룹이 사막에서 할을 붙잡았습니다. 그곳에서 그는 다른 노예들과 함께 무거운 마차를 끌고 헤발론으로 묶여 있습니다. 한 노예는 Hal의 손이 절단되었기 때문에 Hal을 Kharo의 아들로 인식합니다. Hebalon으로 돌아온 Jhinna는 Ola에게 비행 동기를 부여합니다. 만약 그녀가 날 수만 있다면 두 사람 모두를 풀어줄 수 있을 것입니다. 그러나 Ghrak이 도착하여 Jhinna에게 Zeriths가 Hal을 죽였다고 말합니다. 그러나 그녀는 Hal이 살아 있고 그가 돌아올 것이라는 것을 끈으로 느낄 수 있습니다. 그녀는 꿈에서 Sideon을 늙은 Zerith로 보았고 일부 사람들은 그녀와 Hal처럼 하나로 묶여 있다고 덧붙였습니다. 그런 다음 그녀는 자신이 아니라는 것을 알기 때문에 Ghrak에게 누구를 만날 것인지 묻습니다. 그렇기 때문에 그녀는 결코 그의 사람이 될 수 없다. 이 말을 듣고 Ghrak은 자신이 그녀를 도울 수 없다고 주장하고 떠납니다. 한편 할은 다른 노예들과 함께 감옥에 갇힌다. 그곳에서 그는 에리토와 에이케를 만나고 그녀는 즉시 그에게 카로의 죽음에 대한 진실을 알려준다. 동시에 진나는 공개 처형을 위해 사람들에게 공개됩니다. 감옥에서 Hal은 자신들이 지금까지 적이었다는 것을 깨닫습니다. 그러나 올라가 나타나고, 할은 진나에게 무슨 일이 일어났음을 알게 된다. 그가 자신의 줄에서 기어오르려고 할 때, 그는 감옥 바닥에 있는 제리스의 표식을 보고 아바고스가 실제로 존재했다는 것을 깨닫습니다. 갑자기 그는 미끄러져 다시 넘어지지만, 지타의 말을 기억하고 이를 계기로 도약 능력을 습득하게 됩니다. 그런 다음 Hal은 모든 경비원을 죽이고 모두를 풀어줍니다. 반면, 진나의 끈은 이미 끊어지고, 남은 것은 머리끈뿐이다. 그러자 네조가 남은 끈을 살짝 자르는데, 할이 나타나서 네조의 팔다리까지 끈을 자른다. Jhinna는 이제 죽음의 문턱에 처해 있으며, 머리 끈이 끊어지기 전에 Hal에게 아버지가 원했던 것처럼 평화와 사랑으로 살도록 상기시킵니다. 바로 그때 진나는 죽고 할은 절망에 빠져 비명을 지른다. 그 순간 네조가 할을 공격하려 하지만 에리토가 그를 막는다. 그러나 Nezo는 Ghrak이 이미 Zeriths를 죽이러 가고 있기 때문에 너무 늦었다고 말합니다. 이를 통해 그는 할에게 자신을 죽이라고 도전하지만 할은 아버지의 마지막 임무에 따라 그를 살려준다. 그 사이 그락과 그의 군대는 노르데사 숲에 도착했고, 그는 길을 불태울 계획입니다. 얼마 지나지 않아 숲은 불타오르고 지타와 제리스는 전투를 준비합니다. 그런 다음 Ghrak은 마침내 캠프에 잠입했지만 Zeriths는 어디에도 없습니다. 그러나 그는 그들이 떠나지 않았다는 것을 알고 있습니다. 위를 올려다보던 그는 나무에 숨어 있는 지타를 발견하지만 제리스는 함정을 작동시키고 헤발로니아 병사들은 그 속으로 바로 떨어진다. 그리고 제리스들이 은신처에서 내려오며 전투가 시작된다. 나중에 지타는 적과 싸우지만 결국 수적으로 열세에 빠지게 됩니다. Ghrak은 그녀가 살아 있기를 원하고 그녀의 가면을 벗자 Sahro가 여자라는 사실에 놀랐습니다. 그가 그녀를 죽이려고 시도하자 Hal이 구조하러 온다. 이 때문에 Hal은 Ghrak을 정면으로 맞이합니다. 혼란 속에서 네조는 헤발론을 탈출하기 위해 고군분투합니다. 한편, 그락과 할 사이에 치열한 결투가 벌어졌습니다. 처음에는 Ghrak이 우위를 차지하지만 Hal은 항복하지 않고 Ghrak의 현에 불을 붙입니다. 이로 인해 Ghrak은 천천히 약해지고 죽습니다. Zeriths가 그들을 불태워 죽임에 따라 헤발로니아 군인들에게도 같은 운명이 닥칩니다. 그러자 하늘이 불타고 수천 개의 줄이 하늘에서 떨어집니다. 전투가 끝난 후 Hal은 Zita에게 다가가 그녀와 Zeriths가 Abagos로 돌아온 것을 따뜻하게 환영합니다. 다음날 Hal과 나머지 왕국은 Jhinna를위한 행사를 주최합니다. 모두가 그녀의 죽음을 애도하고 Hal이 그녀가 멀어지는 것을 지켜보는 동안 Zita는 그녀가 이제 진정으로 자유로워졌다고 그를 안심시킵니다. 하지만 올라는 차마 그녀를 떠날 수 없어 진나의 몸을 따라간다. 그러다가 진나의 말에 올라의 끈이 기적적으로 풀리고 그녀는 하늘로 날아갑니다. 마침내 Ola는 두 사람을 모두 자유롭게 해주려는 Jhinna의 소원을 성취했습니다.

## 출연

### 주연
- 제임스 맥어보이
- 캐서린 맥코맥
- 줄리안 글로버
- 데릭 제이코비
- 이안 하트
- 클레어 스키너
- 데이빗 해르우드
- 사만다 본드

### 조연
- 요나스 칼손
- 멜린다 킨나만

## 제작진
- 원작자: 안데르스 로노 클라룬드
- 프로듀서: 룸레 하메리히
- 제작보: 조라나 피그고트
- 제작보: 올레 외스터가르트
- 공동제작: 마이크 도우니
- 공동제작: 샘 테일러
- 공동제작: 엑셀 헬겔랜드
- 공동제작: 잔 브롬그렌
- 공동제작: 에이지 아베르게
- 의상: 잉그리드 소에
- Ass-PD: 샘 라벤더
- 배역: 샘 챈들리